# Parafia Najświętszego Serca Pana Jezusa w Suwałkach
Parafia Najświętszego Serca Pana Jezusa w Suwałkach – parafia rzymskokatolicka należąca do dekanatu Suwałki – św. Benedykta i Romualda diecezji ełckiej. Została utworzona w 1992 roku. Parafię prowadzą księża diecezjalni. 
Kościół parafialny murowany, pocerkiewny, został zbudowany w latach 1840–1845, przebudowany w latach 1876 i 1923. 2 kwietnia 2014 świątynia została ustanowiona Diecezjalnym Sanktuarium Miłosierdzia Bożego. 